# Serie C 2017-18
La Serie C 2017-18 fue la cuarta edición de la Lega Pro, tercera división en los campeonatos de fútbol italiano, la cual en esta temporada volvió a su nombre original, tras la aprobación por unanimidad de la Asamblea de Lega Pro celebrada el 25 de mayo de 2017. En esta temporada los equipos participantes son 58, 2 menos que las ediciones anteriores. Los grupos A y B se componen se componen de 19 equipos cada uno, y el C de 20 . La temporada regular comenzó el 27 de agosto de 2017 y finalizará el 6 de mayo de 2018.
El 24 de mayo de 2017, la U.S. Latina la cual descendió en la última temporada 2016-17 de la Serie B, se ha declarado en quiebra, por tanto, ha sido excluida automáticamente del campeonato, generando así una primera vacante. A esto se añadió el lugar dejado vacante por el F.C. Como, que no logró cumplir con algunos trámites necesarios para exigir la re-afiliación a la FIGC para el 28 de junio de 2017 y, por tanto, se denegó la solicitud para la asignación del título deportivo de la antigua sociedad (Calcio Como S.r.l.) que durante la temporada anterior se había declarado en quiebra.
El 12 de julio de 2017, la S.S. Maceratese también decide no unirse a la liga, debido a las numerosas deudas y la pesada penalización que podría haber enfrentado de participar en el campeonato. Tres días después el A.C.R. Messina 1947 y el Mantova F.C. fallan en cumplir el pago de la fianza exigida a cada equipo para su participación y, por tanto, también están excluidos del campeonato.
El 4 de agosto de 2017, el Consejo Federal informa de su decisión de jugar el torneo con 56 equipos y no 60, solo se readmitió para participar al S.S. U.S. Triestina 1918. Pero el 11 de agosto se anunció que el Rende Calcio 1968 también participará en esta edición, ya que al final logró presentar todo lo solicitado por el Consejo Federal para su repesca. Ya al final, el 24 de agosto, la Corte Federal de Apelaciones de la FIGC respondió a la solicitud de repesca del Vibonese, admitiéndolo en el campeonato.

## Grupo A

### Equipos participantes
| Club                        | Ciudad          | Estadio                                         | Temporada 2015-16                        |
| --------------------------- | --------------- | ----------------------------------------------- | ---------------------------------------- |
| Arzachena Costa Smeralda    | Arzachena       | Estadio Biagio Pirina                           | 1° Grupo G en Serie D                    |
| A.C. Cuneo 1905             | Cuneo           | Estadio Fratelli Paschiero                      | 1° Grupo A en Serie D                    |
| A.C. Pisa 1909              | Pisa            | Estadio Romeo Anconetani                        | 22° en Serie B                           |
| A.C. Prato                  | Prato           | Estadio Lungobisenzio                           | 2° en Lega Pro/A (Play-Off permanencia)  |
| A.S. Giana Erminio          | Gorgonzola (MI) | Estadio comunale Città di Gorgonzola            | 5° en Lega Pro/A                         |
| A.S. Livorno                | Livorno         | Estadio Armando Picchi                          | 3° en Lega Pro/A                         |
| A.S. Lucchese Libertas 1905 | Lucca           | Estadio Porta Elisa                             | 9° en Lega Pro/A                         |
| A.S. Pro Piacenza 1919      | Piacenza        | Estadio Leonardo Garilli                        | 11° en Lega Pro/A                        |
| A.S. Viterbese Castrense    | Viterbo         | Estadio Enrico Rocchi                           | 8° en Lega Pro/A                         |
| Carrarese 1908              | Carrara (MS)    | Estadio dei Marmi                               | 16° en Lega Pro/A (Play-Off permanencia) |
| Olbia 1905                  | Olbia (SS)      | Estadio Bruno Nespoli                           | 15° en Lega Pro/A                        |
| Piacenza 1919               | Piacenza        | Estadio Leonardo Garilli                        | 6° en Lega Pro/A                         |
| S.S. Monza 1912             | Monza           | Estadio Brianteo                                | 1° Grupo B en Serie D                    |
| S.S. Robur Siena            | Siena           | Estadio Artemio Franchi                         | 12° en Lega Pro/A                        |
| U.S.C. Pontedera            | Pontedera (PI)  | Estadio Ettore Mannucci                         | 14° en Lega Pro/A                        |
| U.S. Alessandria 1912       | Alessandria     | Estadio Giuseppe Moccagatta                     | 2° en Lega Pro/A                         |
| U.S. Arezzo                 | Arezzo          | Estadio Euronics-Città di Arezzo                | 4° en Lega Pro/A                         |
| U.S. Gavorrano              | Gavorrano       | Estadio Romeo Malservisi-Mario Matteini         | 1° Grupo D en Serie D                    |
| U.S. Pistoiese 1921         | Pistoia         | Estadio Marcello Melani-Vannucci Piante Stadium | 13° en Lega Pro/A                        |

#### Equipos por región
| Región        | N.º | Equipos                                                                                                   |
| ------------- | --- | --- |
| Toscana       | 10  | Arezzo, Carrarese, Gavorrano, Livorno, Lucchese Libertas, Pisa, Pistoiese, Pontedera, Prato y Robur Siena |
| Cerdeña       | 2   | Arzachena Costa Smeralda y Olbia                                                                          |
| Emilia-Romaña | 2   | Piacenza y Pro Piacenza                                                                                   |
| Lombardia     | 2   | Giana Erminio y S.S. Monza 1912                                                                           |
| Piamonte      | 2   | Alessandria y Cuneo                                                                                       |
| Lacio         | 1   | Viterbese Castrense                                                                                       |

### Clasificación
|  |     | Equipos             | PJ | PG | PE | PP | GF | GC | Dif | Pts |
|  | --- | ------------------- | -- | -- | -- | -- | -- | -- | --- | --- |
|  | 1.  | Livorno             | 36 | 20 | 8  | 8  | 64 | 38 | +26 | 68  |
|  | 2.  | Robur Siena         | 36 | 20 | 7  | 9  | 41 | 30 | +11 | 67  |
|  | 3.  | Pisa                | 36 | 16 | 13 | 7  | 44 | 30 | +14 | 61  |
|  | 4.  | Monza               | 36 | 16 | 10 | 10 | 40 | 26 | +14 | 58  |
|  | 5.  | Viterbese Castrense | 36 | 16 | 10 | 10 | 46 | 35 | +11 | 58  |
|  | 6.  | Alessandria         | 36 | 14 | 14 | 8  | 54 | 37 | +17 | 56  |
|  | 7.  | Carrarese           | 36 | 15 | 10 | 11 | 57 | 47 | +10 | 55  |
|  | 8.  | Piacenza            | 36 | 14 | 10 | 12 | 43 | 41 | +2  | 50  |
|  | 9.  | Giana Erminio       | 36 | 11 | 13 | 12 | 59 | 56 | +3  | 46  |
|  | 10. | Pistoiese           | 36 | 10 | 16 | 10 | 44 | 47 | -3  | 46  |
|  | 11. | Pontedera           | 36 | 12 | 10 | 14 | 38 | 49 | -11 | 46  |
|  | 12. | Lucchese            | 36 | 10 | 14 | 12 | 35 | 42 | -7  | 44  |
|  | 13. | Olbia               | 36 | 12 | 7  | 17 | 39 | 52 | -13 | 43  |
|  | 14. | Pro Piacenza        | 36 | 11 | 8  | 17 | 38 | 43 | -5  | 41  |
|  | 15. | Arzachena           | 36 | 10 | 9  | 17 | 49 | 53 | -4  | 39  |
|  | 16. | Arezzo              | 36 | 14 | 10 | 12 | 39 | 35 | +4  | 37* |
|  | 17. | Gavorrano           | 36 | 9  | 9  | 18 | 35 | 51 | -16 | 34  |
|  | 18. | Cuneo               | 36 | 7  | 11 | 18 | 24 | 47 | -23 | 32  |
|  | 19. | Prato               | 36 | 5  | 11 | 20 | 32 | 62 | -30 | 26  |

Fuente: Lega Italiana Calcio Professionistico
Arezzo -9 puntos (Decisión Federativa)
|  | Asciende a Serie B 2018-19.                  |
|  | Clasificado para play-off de ascenso.        |
|  | Participarán en play-off por la permanencia. |

### Resultados
La lectura por líneas indica el resultado de los equipos como local, y en las columnas está el equipo que jugó como visitante.
| Visitante \ Local   | ALE | ARE | ARZ | CAR | CUN | GAV | GIA | LIV | LUC | MON | OLB | PIA | PIS | PTS | PON | PRA | PPA | SIE | VIT |
| Alessandria         |     | 0:1 | 0:0 | 1:2 | 2:0 | 3:2 | 2:2 | 0:3 | 1:2 | 1:1 | 4:0 | 2:3 | 0:2 | 3:1 | 1:1 | 1:0 | 1:1 | 0:0 | 1:3 |
| Arezzo              | 1:0 |     | 2:3 | 2:0 | 2:3 | 0:0 | 3:2 | 1:1 | 0:1 | 3:0 | 0:1 | 1:2 | 3:2 | 1:2 | 2:1 | 1:0 | 1:1 | 0:1 | 1:1 |
| Arzachena           | 0:0 | 3:2 |     | 1:2 | 1:0 | 4:1 | 2:3 | 1:2 | 1:2 | 1:0 | 3:0 | 1:2 | 0:1 | 1:1 | 2:1 | 2:2 | 0:1 | 2:3 | 1:3 |
| Carrarese           | 2:1 | 0:2 | 2:1 |     | 1:0 | 0:2 | 2:2 | 2:3 | 2:3 | 0:4 | 3:0 | 1:1 | 2:3 | 1:2 | 4:1 | 5:2 | 1:0 | 1:2 | 3:4 |
| Cuneo               | 0:2 | 3:2 | 0:1 | 0:1 |     | 1:0 | 1:0 | 0:4 | 0:3 | 0:1 | 1:4 | 1:0 | 0:1 | 1:1 | 3:0 | 1:1 | 1:1 | 2:0 | 0:3 |
| Gavorrano           | 2:3 | 0:0 | 1:4 | 2:0 | 0:1 |     | 3:0 | 1:2 | 1:0 | 2:2 | 1:2 | 0:3 | 0:0 | 1:3 | 1:2 | 0:1 | 0:1 | 0:2 | 0:3 |
| Giana Erminio       | 2:2 | 2:3 | 3:2 | 2:2 | 1:0 | 0:3 |     | 1:2 | 3:0 | 3:0 | 0:3 | 4:3 | 0:0 | 3:0 | 1:1 | 5:0 | 1:3 | 0:0 | 3:2 |
| Livorno             | 3:0 | 1:1 | 2:1 | 3:2 | 4:0 | 2:1 | 2:1 |     | 3:0 | 1:1 | 2:1 | 2:2 | 0:1 | 2:0 | 3:2 | 1:1 | 3:0 | 2:1 | 3:0 |
| Lucchese            | 2:1 | 1:0 | 2:1 | 3:2 | 3:0 | 0:1 | 0:3 | 0:3 |     | 1:1 | 1:1 | 0:1 | 1:1 | 1:2 | 1:0 | 1:0 | 0:1 | 0:1 | 2:2 |
| Monza               | 1:1 | 0:3 | 0:1 | 4:0 | 1:0 | 2:2 | 0:3 | 1:1 | 1:1 |     | 1:2 | 2:0 | 0:0 | 0:1 | 0:0 | 3:2 | 0:1 | 3:0 | 1:0 |
| Olbia               | 0:4 | 1:0 | 0:3 | 0:3 | 4:1 | 2:1 | 3:0 | 2:1 | 1:1 | 2:1 |     | 1:1 | 1:0 | 0:0 | 2:0 | 0:1 | 3:1 | 1:2 | 0:1 |
| Piacenza            | 3:2 | 2:1 | 2:1 | 1:1 | 1:0 | 3:0 | 3:4 | 2:2 | 1:0 | 0:2 | 1:1 |     | 0:0 | 1:2 | 0:3 | 4:1 | 1:1 | 1:2 | 0:1 |
| Pisa                | 2:0 | 2:3 | 1:0 | 3:2 | 1:0 | 0:0 | 0:0 | 1:0 | 1:1 | 0:0 | 0:1 | 0:0 |     | 3:3 | 1:1 | 2:0 | 3:0 | 0:0 | 2:1 |
| Pistoiese           | 1:3 | 2:1 | 1:1 | 2:1 | 1:1 | 3:1 | 3:0 | 2:0 | 2:1 | 1:0 | 0:0 | 2:1 | 3:3 |     | 2:2 | 1:0 | 1:1 | 1:2 | 1:1 |
| Pontedera           | 1:1 | 1:2 | 1:2 | 1:4 | 0:3 | 2:1 | 1:1 | 2:3 | 0:1 | 0:0 | 0:2 | 3:0 | 1:1 | 2:2 |     | 1:0 | 1:0 | 3:2 | 1:1 |
| Prato               | 0:2 | 0:2 | 2:2 | 2:5 | 1:1 | 1:0 | 0:5 | 1:1 | 0:1 | 2:3 | 1:0 | 1:4 | 0:2 | 0:1 | 0:1 |     | 2:2 | 0:1 | 1:3 |
| Pro Piacenza        | 1:1 | 1:1 | 1:0 | 0:1 | 1:1 | 1:0 | 3:1 | 0:3 | 1:0 | 1:0 | 1:3 | 1:1 | 0:3 | 1:1 | 0:1 | 2:2 |     | 0:1 | 0:1 |
| Robur Siena         | 0:0 | 1:0 | 3:2 | 2:1 | 0:2 | 2:0 | 0:0 | 1:2 | 1:0 | 0:3 | 2:1 | 2:1 | 0:0 | 2:1 | 2:3 | 1:0 | 1:0 |     | 1:3 |
| Viterbese Castrense | 3:1 | 1:1 | 3:1 | 4:3 | 3:0 | 3:0 | 2:3 | 0:3 | 2:2 | 0:1 | 1:0 | 1:0 | 1:2 | 1:1 | 1:1 | 3:1 | 1:0 | 3:1 |     |

### Goleadores
| Jugador             | Equipo        | Goles |
| ------------------- | ------------- | ----- |
| Daniele Vantaggiato | Livorno       | 19    |
| Francesco Tavano    | Carrarese     | 18    |
| Daniele Ragatzu     | Olbia         | 15    |
| Salvatore Bruno     | Giana Erminio | 14    |
| Fabio Perna         | Giana Erminio | 14    |

## Grupo B

### Equipos participantes
| Club | Ciudad                        | Estadio                                     | Temporada 2015-16                        |
| --- | ----------------------------- | ------------------------------------------- | ---------------------------------------- |
| A.C. Reggiana 1919                                                                                              | Reggio Emilia                 | Estadio MAPEI Stadium - Città del Tricolore | 5° en Lega Pro/B                         |
| A.C. Renate | Renate (MB)                   | Estadio Città di Meda (Meda)                | 10° en Lega Pro/A                        |
| Alma Juventus Fano 1906                                                                                         | Fano (PU)                     | Stadio Raffaele Mancini                     | 17° en Lega Pro/B (Play-Off permanencia) |
| A.S. Gubbio 1910                                                                                                | Gubbio (PG)                   | Estadio Pietro Barbetti                     | 6° en Lega Pro/B                         |
| Bassano Virtus 55 S.T.                                                                                          | Bassano del Grappa (VI)       | Estadio Rino Mercante                       | 10° en Lega Pro/B                        |
| FeralpiSalò | Salò y Lonato del Garda (BS)  | Estadio Lino Turina                         | 8° en Lega Pro/B                         |
| F.C. Südtirol                                                                                                   | Bolzano                       | Estadio Druso                               | 12° en Lega Pro/B                        |
| Modena F.C. | Modena                        | Estadio Alberto Braglia                     | 14° en Lega Pro/B                        |
| Padova | Padova                        | Estadio Euganeo                             | 4° en Lega Pro/B                         |
| Pordenone | Pordenone                     | Estadio Ottavio Bottecchia                  | 3° en Lega Pro/B                         |
| Santarcangelo                                                                                                   | Santarcangelo di Romagna (RN) | Estadio Valentino Mazzola                   | 11° en Lega Pro/B                        |
| S.C.S.D. Ravenna F.C. 1913                                                                                      | Rávena                        | Estadio Bruno Benelli                       | 1° Grupo D en Serie D                    |
| S.D. M.C. Fermana F.C.                                                                                          | Fermo                         | Estadio Bruno Recchioni                     | 1° Grupo F en Serie D                    |
| S.S.D. U.S. Triestina 1918                                                                                      | Trieste                       | Estadio Nereo Rocco                         | 2° (Repesca) Grupo C en Serie D          |
| S.S. Sambenedettese                                                                                             | San Benedetto del Tronto (AP) | Estadio Rivera delle Palme                  | 7° en Lega Pro/B                         |
| S.S. Teramo | Teramo                        | Estadio Gaetano Bonolis                     | 16° en Lega Pro/B (Play-Off permanencia) |
| S.S.D. A.C. Mestre                                                                                              | Mestre                        | Estadio Francesco Baracca                   | 1° Grupo C en Serie D                    |
| U.C. AlbinoLeffe                                                                                                | Albino y Leffe (BG)           | Estadio Atleti Azzurri d'Italia (Bergamo)   | 9° en Lega Pro/B                         |
| Vicenza | Vicenza                       | Estadio Romeo Menti                         | 20° en Serie B                           |
| NOTA: - Triestina: accedió por repesca para ocupar el puesto de alguno de los equipos excluidos del campeonato. |                               |                                             |                                          |

#### Equipos por región
| Región               | N.º | Equipos                                   |
| -------------------- | --- | ----------------------------------------- |
| Emilia-Romaña        | 4   | Modena, Ravenna, Reggiana y Santarcangelo |
| Véneto               | 4   | Bassano Virtus, Mestre, Padova y Vicenza  |
| Lombardia            | 3   | AlbinoLeffe, FeralpiSalò y Renate         |
| Marcas               | 3   | Fano, Fermana y Sambenedettese            |
| Friuli-Venecia Julia | 2   | Pordenone y Triestina                     |
| Abruzos              | 1   | Teramo                                    |
| Trentino-Alto Adigio | 1   | Südtirol                                  |
| Umbría               | 1   | Gubbio                                    |

### Clasificación
|  |     | Equipos        | PJ | PG | PE | PP | GF | GC | Dif | Pts |
|  | --- | -------------- | -- | -- | -- | -- | -- | -- | --- | --- |
|  | 1.  | Padova         | 34 | 17 | 12 | 5  | 44 | 27 | +17 | 63  |
|  | 2.  | Südtirol       | 34 | 15 | 10 | 9  | 37 | 28 | +9  | 55  |
|  | 3.  | Sambenedettese | 34 | 14 | 11 | 9  | 38 | 31 | +7  | 53  |
|  | 4.  | Reggiana       | 34 | 14 | 11 | 9  | 41 | 35 | +6  | 53  |
|  | 5.  | AlbinoLeffe    | 34 | 13 | 10 | 11 | 36 | 31 | +5  | 49  |
|  | 6.  | FeralpiSalò    | 34 | 13 | 10 | 11 | 47 | 43 | +4  | 49  |
|  | 7.  | Renate         | 34 | 12 | 12 | 10 | 34 | 31 | +3  | 48  |
|  | 8.  | Bassano Virtus | 34 | 13 | 9  | 12 | 38 | 30 | +8  | 48  |
|  | 9.  | Pordenone      | 34 | 11 | 13 | 10 | 46 | 44 | +2  | 46  |
|  | 10. | MestreFano     | 34 | 12 | 10 | 12 | 40 | 36 | +4  | 44  |
|  | 11. | Triestina      | 34 | 9  | 16 | 9  | 42 | 36 | +4  | 43  |
|  | 12. | Ravenna        | 34 | 12 | 7  | 15 | 31 | 38 | -7  | 43  |
|  | 13. | Fano           | 34 | 9  | 11 | 14 | 25 | 31 | -6  | 38* |
|  | 14. | Fermana        | 34 | 8  | 14 | 12 | 27 | 36 | -9  | 38  |
|  | 15. | Gubbio         | 34 | 9  | 9  | 16 | 34 | 46 | -12 | 36  |
|  | 16. | Teramo         | 34 | 6  | 17 | 11 | 33 | 42 | -9  | 35  |
|  | 17. | Santarcangelo  | 34 | 9  | 11 | 14 | 34 | 52 | -18 | 35  |
|  | 18. | Vicenza        | 34 | 8  | 11 | 15 | 29 | 39 | -10 | 32  |
|  | 19. | Modena         | 0* | 0* | 0* | 0* | 0* | 0* | 0*  | 0*  |

Fuente: Lega Italiana Calcio Professionistico
Fano: -1 (Decisión Federativa)
Modena: Se ha retirado del torneo
|  | Asciende a Serie B 2018-19.                  |
|  | Clasificado para play-off de ascenso.        |
|  | Participarán en play-off por la permanencia. |

### Resultados
La lectura por líneas indica el resultado de los equipos como local, y en las columnas está el equipo que jugó como visitante.
| Visitante \ Local | ALB | BAS | FAN | FRS | FER | GUB | MES | MOD | PAD | POR | RAV | REG | REN | SMB | SAN | SUD | TER | TRI | VIC |
| AlbinoLeffe       |     | 0:1 | 2:0 | 2:1 | 3:0 | 2:1 | 1:3 |     | 1:2 | 1:1 | 1:0 | 1:4 | 1:0 | 0:1 | 3:1 | 0:1 | 1:1 | 0:0 | 1:1 |
| Bassano Virtus    | 1:0 |     | 0:1 | 1:2 | 1:0 | 0:1 | 0:1 |     | 0:1 | 2:2 | 2:1 | 0:1 | 0:2 | 0:0 | 3:0 | 2:1 | 1:1 | 1:1 | 0:1 |
| Fano              | 0:2 | 1:0 |     | 1:2 | 1:0 | 2:3 | 1:1 |     | 1:2 | 0:1 | 0:1 | 0:1 | 2:2 | 0:0 | 1:1 | 0:1 | 1:2 | 1:0 | 1:2 |
| Feralpisalò       | 1:2 | 2:1 | 2:1 |     | 1:2 | 2:1 | 0:0 |     | 2:2 | 0:0 | 1:0 | 2:1 | 0:1 | 2:3 | 2:1 | 2:1 | 0:0 | 1:2 | 1:1 |
| Fermana           | 3:0 | 1:0 | 1:0 | 1:2 |     | 0:0 | 1:0 |     | 0:0 | 0:0 | 0:1 | 0:0 | 3:1 | 2:0 | 5:1 | 2:2 | 0:0 | 0:3 | 0:0 |
| Gubbio            |     |     |     |     |     |     |     |     |     |     |     |     |     |     | 1:2 |     |     |     |     |
| Mestre            |     |     |     |     |     | 1:1 |     |     |     |     |     |     |     |     |     |     | 1:1 |     |     |
| Modena            |     |     |     |     |     |     |     |     |     |     |     |     |     |     |     |     |     |     |     |
| Padova            |     |     | 2:1 |     |     |     |     |     |     |     |     |     |     |     |     |     |     |     |     |
| Pordenone         |     |     |     |     |     |     |     |     |     |     |     |     |     |     |     | 3:1 |     |     |     |
| Ravenna           |     |     |     |     | 1:0 |     |     |     |     |     |     |     |     |     |     |     |     | 1:5 |     |
| Reggiana          |     |     |     | 1:2 |     |     |     | 1:0 |     |     |     |     |     |     |     |     |     |     |     |
| Renate            | 0:1 |     |     |     |     |     |     |     | 3:0 |     |     |     |     |     |     |     |     |     |     |
| Sambenedettese    |     |     |     | 3:2 |     |     |     | 2:0 |     |     |     |     |     |     |     |     |     |     |     |
| Santarcangelo     |     | 0:3 |     |     |     |     |     |     |     | 0:1 |     |     |     |     |     |     |     |     |     |
| Südtirol          | 1:0 |     |     |     | 2:2 |     |     |     |     |     |     |     |     |     |     |     |     |     |     |
| Teramo            |     |     |     |     |     |     |     |     |     |     |     |     |     |     |     |     |     |     |     |
| Triestina         |     |     |     |     |     |     |     |     |     |     |     | 1:1 |     |     |     |     |     |     |     |
| Vicenza           |     |     |     |     |     | 3:0 |     |     |     |     |     |     |     |     |     |     | 1:0 |     |     |

### Goleadores
| Jugador            | Equipo      | Goles |
| ------------------ | ----------- | ----- |
| Simone Guerra      | FeralpiSalò | 19    |
| Rocco Costantino   | Südtirol    | 14    |
| Alessandro Capello | Padova      | 13    |
| Ettore Marchi      | Gubbio      | 13    |

## Grupo C

### Equipos participantes
| Club | Ciudad                       | Estadio                                     | Temporada 2015-16                        |
| --- | ---------------------------- | ------------------------------------------- | ---------------------------------------- |
| A.S. Bisceglie 1913                                                                                         | Bisceglie                    | Estadio Gustavo Ventura                     | 1° Grupo H en Serie D                    |
| Casertana F.C.                                                                                              | Caserta                      | Estadio Alberto Pinto                       | 9° en Lega Pro/C                         |
| Catania | Catania                      | Estadio Angelo Massimino                    | 11° en Lega Pro/C                        |
| Catanzaro                                                                                                   | Catanzaro                    | Estadio Nicola Ceravolo                     | 18° en Lega Pro/C (Play-Off)             |
| Cosenza | Cosenza                      | Estadio San Vito-Gigi Marulla               | 7° en Lega Pro/C                         |
| Paganese | Pagani (SA)                  | Estadio Marcello Torre                      | 8° en Lega Pro/C                         |
| Rende 1968                                                                                                  | Rende (CS)                   | Estadio Marcello Torre                      | 2° (Repesca) Grupo I en Serie D          |
| Siracusa | Siracusa                     | Estadio Nicola De Simone                    | 6° en Lega Pro/C                         |
| S.S. Akragas Città dei Templi                                                                               | Agrigento                    | Estadio Marco Lorenzon                      | 16° en Lega Pro/C (Play-Off permanencia) |
| S.S.D. Sicula Leonzio                                                                                       | Lentini                      | Estadio Angelino Nobile                     | 1° Grupo I en Serie D                    |
| S.S. Fidelis Andria                                                                                         | Andria                       | Estadio Degli Ulivi                         | 12° en Lega Pro/C                        |
| S.S. Juve Stabia                                                                                            | Castellammare di Stabia (NA) | Estadio Romeo Menti                         | 4° en Lega Pro/C                         |
| S.S. Matera                                                                                                 | Matera                       | Estadio XXI Settembre-Franco Salerno        | 3° en Lega Pro/C                         |
| S.S. Monopoli                                                                                               | Monopoli (BA)                | Estadio Vito Simone Veneziani               | 15° en Lega Pro/C                        |
| Trapani | Trapani                      | Estadio polisportivo provinciale di Trapani | 19° en Serie B                           |
| Unicusano Fondi                                                                                             | Fondi (LT)                   | Estadio Domenico Purificato                 | 10° en Lega Pro/C                        |
| U.S. Lecce                                                                                                  | Lecce                        | Estadio Via del Mare                        | 2° en Lega Pro/C                         |
| U.S. Reggina                                                                                                | Reggio Calabria              | Estadio Oreste Granillo                     | 13° en Lega Pro/C                        |
| Virtus Francavilla                                                                                          | Francavilla Fontana (BR)     | Estadio Giovanni Paolo II                   | 5° en Lega Pro/C                         |
| NOTA: - Rende: accedió por repesca para ocupar el puesto de alguno de los equipos excluidos del campeonato. |                              |                                             |                                          |

#### Equipos por región
| Región     | N.º | Equipos                                                         |
| ---------- | --- | --------------------------------------------------------------- |
| Apulia     | 5   | Bisceglie, Fidelis Andria, Lecce, Monopoli y Virtus Francavilla |
| Calabria   | 4   | Catanzaro, Cosenza, Reggina y Rende                             |
| Sicilia    | 5   | Akragas, Catania, Sicula Leonzio, Siracusa y Trapani            |
| Campania   | 3   | Casertana, Juve Stabia y Paganese                               |
| Basilicata | 1   | Matera                                                          |
| Lacio      | 1   | Unicusano Fondi                                                 |

### Clasificación
|  |     | Equipos            | PJ | PG | PE | PP | GF | GC | Dif | Pts |
|  | --- | ------------------ | -- | -- | -- | -- | -- | -- | --- | --- |
|  | 1.  | Lecce              | 20 | 13 | 6  | 1  | 35 | 18 | +17 | 45  |
|  | 2.  | Catania            | 20 | 13 | 2  | 5  | 34 | 15 | +19 | 41  |
|  | 3.  | Trapani            | 20 | 10 | 7  | 3  | 34 | 17 | +17 | 37  |
|  | 4.  | Siracusa           | 20 | 9  | 5  | 6  | 25 | 19 | +6  | 32  |
|  | 5.  | Matera             | 20 | 9  | 6  | 5  | 24 | 20 | +4  | 32* |
|  | 6.  | Rende              | 20 | 9  | 4  | 7  | 18 | 18 | 0   | 31  |
|  | 7.  | Cosenza            | 20 | 8  | 5  | 7  | 22 | 21 | +1  | 29  |
|  | 8.  | Virtus Francavilla | 20 | 8  | 5  | 7  | 22 | 27 | -5  | 29  |
|  | 9.  | Juve Stabia        | 19 | 7  | 7  | 5  | 24 | 19 | +5  | 28  |
|  | 10. | Bisceglie          | 20 | 7  | 6  | 7  | 19 | 24 | -5  | 27  |
|  | 11. | Monopoli           | 20 | 7  | 5  | 8  | 19 | 17 | 2   | 26  |
|  | 12. | Catanzaro          | 20 | 7  | 4  | 9  | 22 | 24 | -2  | 24* |
|  | 13. | Casertana          | 20 | 5  | 6  | 9  | 18 | 21 | -3  | 21  |
|  | 14. | Fondi              | 20 | 5  | 6  | 9  | 18 | 21 | -3  | 21  |
|  | 15. | Reggina 1914       | 20 | 5  | 6  | 9  | 15 | 25 | -10 | 21  |
|  | 16. | Sicula Leonzio     | 19 | 4  | 7  | 8  | 17 | 23 | -6  | 19  |
|  | 17. | Fidelis Andria     | 20 | 3  | 10 | 7  | 21 | 24 | -3  | 18* |
|  | 18. | Paganese           | 20 | 3  | 7  | 10 | 20 | 32 | -12 | 16  |
|  | 19. | Akragas            | 20 | 3  | 4  | 13 | 12 | 34 | -4  | 10* |

|  | Asciende a Serie B 2018-19.                  |
|  | Clasificado para play-off de ascenso.        |
|  | Participarán en play-off por la permanencia. |
|  | Desciende a Serie D 2018-19.                 |

Notas.
- [13] Matera: -1 punto de penalización
- Catanzaro -1 punto (Decisión Federativa)
- Andria -1 punto (Decisión Federativa)
- Akragas -3 puntos (Decisión Federativa)

### Resultados
La lectura por líneas indica el resultado de los equipos como local, y en las columnas está el equipo que jugó como visitante.
| Visitante \ Local  | AKR | BIS | CAS | CAT | CNZ | COS | FAN | FON | JVS | LEC | MAT | MON | PAG | RGI | REN | SIC | SIR | TRA | VIB | VFR |
| Akragas            |     |     |     |     |     |     |     |     |     |     |     |     |     |     | 2:3 |     |     |     |     |     |
| Bisceglie          |     |     |     |     |     |     |     |     |     |     |     |     |     |     |     |     |     |     |     | 2:1 |
| Casertana          |     |     |     | 1:0 |     |     |     |     |     |     |     |     |     |     |     |     |     |     |     |     |
| Catania            |     |     |     |     |     |     |     | 1:1 |     | 3:0 |     |     |     |     |     |     |     |     |     |     |
| Catanzaro          |     |     | 2:1 |     |     |     |     |     | 0:0 |     |     |     |     |     |     |     |     |     |     |     |
| Cosenza            |     |     |     |     |     |     |     |     |     |     |     |     | 0:2 |     |     |     |     |     |     |     |
| Fidelis Andria     |     |     | 1:1 |     |     |     |     |     | 3:3 |     |     |     |     |     |     |     |     |     |     |     |
| Fondi              |     |     |     |     |     |     |     |     |     |     |     | 0:1 |     |     |     |     |     |     |     |     |
| Juve Stabia        |     |     |     |     |     |     |     |     |     |     |     |     |     |     |     |     |     |     |     |     |
| Lecce              |     |     |     |     |     |     |     |     |     |     |     |     |     |     |     |     |     | 2:1 |     |     |
| Matera             | 1:0 |     |     |     |     | 0:0 |     |     |     |     |     |     |     |     |     |     |     |     |     |     |
| Monopoli           | 0:0 |     |     |     |     | 3:1 |     |     |     |     |     |     |     |     |     |     |     |     |     |     |
| Paganese           |     | 0:2 |     |     |     |     |     |     |     |     |     |     |     | 1:1 |     |     |     |     |     |     |
| Reggina            |     |     |     |     | 2:1 |     |     |     |     |     |     |     |     |     |     |     |     |     |     |     |
| Rende              |     |     |     |     |     |     |     |     |     |     |     |     |     | 1:0 |     |     | 0:1 |     |     |     |
| Sicula             |     |     |     |     |     |     |     |     |     |     | 2:1 |     |     |     |     |     |     |     |     |     |
| Siracusa           |     |     |     |     |     |     |     |     |     |     |     |     |     |     |     |     |     |     |     |     |
| Trapani            |     |     |     |     |     |     |     |     |     |     |     |     |     |     |     | 0:0 | 1:0 |     |     |     |
| Vibonese           |     |     |     |     |     |     |     |     |     |     |     |     |     |     |     |     |     |     |     |     |
| Virtus Francavilla |     |     |     |     |     |     |     | 1:0 |     | 1:1 |     |     |     |     |     |     |     |     |     |     |

### Goleadores
| Jugador           | Equipo      | Goles |
| ----------------- | ----------- | ----- |
| Anthony Partipilo | Bisceglie   | 2     |
| Daniele Paponi    | Juve Stabia | 2     |
| Jacopo Murano     | Trapani     | 2     |
| Mario Mercadante  | Monopoli    | 2     |
| Matteo Di Piazza  | Lecce       | 2     |